# Amaurornis
Az  Amaurornis a madarak osztályának darualakúak (Gruiformes) rendjébe és a  guvatfélék (Rallidae) családjába tartozó nem.

## Rendszerezésük
A nemet Heinrich Gottlieb Ludwig Reichenbach német botanikus és ornitológusírta le 1853-ban, az alábbi fajok tartoznak ide:
- Isabella-lápityúk (Amaurornis isabellina)
- fehérmellű lápityúk (Amaurornis phoenicurus)
- Fülöp-szigeteki lápityúk (Amaurornis olivacea)
- talaud-szigeteki lápityúk (Amaurornis magnirostris)
- vörösfarkú lápityúk (Amaurornis moluccana)
- barnahasú lápityúk (Amaurornis akool[1] vagy Zapornia akool)[2]
- madagaszkári vízicsibe (Amaurornis olivieri[1] vagy Zapornia olivieri)[2]
- mór vízicsibe (Amaurornis flavirostra[1] vagy Limnocorax flavirostra)[2]
- feketefarkú vízicsibe (Amaurornis bicolor vagy Zapornia bicolor)[2]